# محمد بن حبوس
أبو عبد الله محمد بن حسين بن عبد اللّه بن حبوس (ولد 500هـ - توفي 570 هـ، فاس) شاعر مغربي عايش عصر الدولة المرابطية ثم الخلافة الموحدية، التي أصبح شاعرها الأول وقد قدمه الأميران عبد المؤمن و ابنه يوسف على سائر الشعراء.

## مسيرته
ولد بمدينة فاس، وكان جده حبوس من موالي بني أبي العافية الذين ملكوا المغرب الأقصى أيام الدولة الأموية في الأندلس. وقيل انه ينحدر من آل أبي العافية من بني مقرول بن كسول إحدى قبائل تازة الأمازيغية.
انتقل إلى تلمسان في شبابه وبعد رجوعه التحق بالمرابطين في مراكش، ورغم ما أظهروه تجاهه من تقدير لم يحقق أهدافه ومطامحه بسبب هيمنة فقهاء الدين على بلاط المرابطين، فاستخدم الشعر كسلاح ضد المرابطين مستغلا تمرد العديد من المدن على الدولة المرابطية. ووصل خبره إلى السلطة فضاق به الحال وخاف على نفسه فاضطر إلى الفرار والالتجاء إلى الأندلس. وينقل عبد الواحد المراكشي في المعجب في تلخيص أخبار المغرب عن ابنه ما حدث له في شلب، التي شهدت تمرد ابن قسي، بعد أن تَضَوَّرَ جوعاً وهو يتسكع في الأندلس:
وعند عبور الموحدين إلى الأندلس واستقرار الخليفة عبد المؤمن بن علي في جبل طارق قدمت إليه وفود الأعيان لمبايعته، وكان أول من أنشده من الشعراء محمد بن حبوس. وكان الخليفة عبد المؤمن يصطحبه ويتنقل معه من فتح بجاية سنة 540هـ إلى فتح المهدية بتونس سنت 554 هـ.